# John Biddle
John Biddle (14 de enero de 1615, Wotton-under-Edge, Gloucestershire - 22 de septiembre de 1662, Londres) fue un antitrinitario británico, conocido como el Padre del Unitarismo Inglés.
Estudió en el Hertford College de la Universidad de Oxford y se graduó en 1641, volviéndose así en director escolar de la Crypt Grammar School ubicada en Gloucester. En 1644 escribió Twelve Arguments Drawn Out of Scripture, un tratado sobre la negación de la divinidad del Espíritu Santo. Cuando ese manuscrito llegó a las manos de las autoridades clericales, Biddle fue arrestado y hecho preso durante dos años.
Después de la publicación de su controvertida obra en 1647, fue nuevamente detenido y las copias de su libro incautadas terminaron siendo quemadas. Posteriormente en otros de sus escritos atacó a la doctrina de la Santa Trinidad. Después fue encarcelado y liberado por tercera vez en 1652, comenzando a realizar reuniones de oración junto a sus seguidores, a quienes se les empezó a conocer como unitarios. Publicó el panfleto Englands New Chaines Discovered.
Poco después de publicar su obra Two-Fold Catechism en 1654; Oliver Cromwell impidió su ejecución al exiliarlo hacia las Islas Sorlingas, luego regresó a la Gran Bretaña en 1658 y en 1662, fue recluido en prisión por última vez ya que fue allí donde finalmente murió.

## Legado
Como Sociniano Biddle rechazó la preexistencia de Cristo, pero aceptó el nacimiento virginal. Por esta razón, es reconocido como un precursor importante de los Cristadelfianos.